# Matija Gubec (1919.)
Matija Gubec je bio hrvatski igrani film iz 1917. redatelja Aleksandra Biničkog. Snimljen je prema scenariju Marije Jurić Zagorke i Augusta Šenoe. Direktor fotografije bio je Josip Halla.

## Vanjske poveznice
- Hrvatski filmski savez  Arhivirana inačica izvorne stranice od 21. srpnja 2011. (Wayback Machine) Povijest hrvatskog filma